# Радионов, Виктор Юрьевич
Ви́ктор Ю́рьевич Радио́нов (род. 28 января 1981, Павлодарская область) — казахстанский футболист, защитник.

## Карьера

### В сборной
В 2016 году дебютировал в национальной сборной Казахстана по пляжному футболу во встрече против команды Молдавии, а дебютный гол забил в ворота сборной Германии.

#### Статистика выступлений за сборную
| Матчи и голы Виктора Радионова за сборную Казахстана | Матчи и голы Виктора Радионова за сборную Казахстана | Матчи и голы Виктора Радионова за сборную Казахстана | Матчи и голы Виктора Радионова за сборную Казахстана | Матчи и голы Виктора Радионова за сборную Казахстана | Матчи и голы Виктора Радионова за сборную Казахстана | Матчи и голы Виктора Радионова за сборную Казахстана |
| №                                                    | Дата                                                 | Соперник                                             | Счёт                                                 | Голы                                                 | Соревнование                                         |                                                      |
| ---------------------------------------------------- | ---------------------------------------------------- | ---------------------------------------------------- | ---------------------------------------------------- | ---------------------------------------------------- | ---------------------------------------------------- | ---------------------------------------------------- |
| 1                                                    | 1 июля 2016                                          | Молдавия                                             | 3:4                                                  | -                                                    | Евролига-2016                                        |                                                      |
| 2                                                    | 2 июля 2016                                          | Эстония                                              | 2:7                                                  | -                                                    | Евролига-2016                                        |                                                      |
| 3                                                    | 3 июля 2016                                          | Сербия                                               | 5:6                                                  | -                                                    | Евролига-2016                                        |                                                      |
| 4                                                    | 4 сентября 2016                                      | Германия                                             | 2:5                                                  | 1                                                    | Квалификация ЧМ-2017                                 |                                                      |
| 5                                                    | 5 сентября 2016                                      | Норвегия                                             | 3:1                                                  | -                                                    | Квалификация ЧМ-2017                                 |                                                      |
| 6                                                    | 28 июля 2017                                         | Молдавия                                             | 2:4                                                  | -                                                    | Евролига-2017                                        |                                                      |
| 7                                                    | 29 июля 2017                                         | Турция                                               | 3:5                                                  | -                                                    | Евролига-2017                                        |                                                      |

Итого: 7 матчей / 1 гол; 1 победа, 6 поражений.

## Достижения
- Чемпион Казахстана по пляжному футболу: 2010, 2011, 2012, 2014, 2017
- Обладатель Кубка Казахстана по пляжному футболу: 2011, 2014, 2015, 2017